# Stadio Sergio León Chávez
Lo Stadio Sergio León Chávez (in spagnolo Estadio Sergio León Chávez) è uno stadio calcistico della città di Irapuato, in Messico. 
In questo stadio, dalla capienza di 24 000 spettatori, si disputano le partite casalinghe del Club Deportivo Irapuato. L'intero impianto è stato costruito in due anni, tra il 1967 e il 1969, e nel 1986 ha ospitato tre partite del gruppo C del campionato del mondo del 1986, tenutosi in Messico.
La prima partita che ebbe luogo in questo stadio si disputò tra Deportivo Irapuato e la Spagna, che vinse per 3-1. Inizialmente il nome era semplicemente Stadio Irapuato, ma nel 1990 cambio nome in Stadio Sergio León Chávez, in onore dell'ex presidente del club locale.

## Incontri del campionato mondiale di calcio 1986
- Unione Sovietica -  Ungheria 6-0 (Gruppo C) il 2 giugno
- Ungheria -  Canada 2-0 (Gruppo C) il 6 giugno
- Unione Sovietica -  Canada 2-0 (Gruppo C) il 9 giugno